# Ulf Lindholm
Ulf Christer Lindholm, född 7 april 1963 i Skönsmons församling i Sundsvall, är en svensk politiker (sverigedemokrat). Han är ordinarie riksdagsledamot sedan 2022, invald för Västernorrlands läns valkrets.
I riksdagen är han suppleant i arbetsmarknadsutskottet, finansutskottet, näringsutskottet, skatteutskottet och trafikutskottet.